# Dendrobium ledifolium
Dendrobium ledifolium är en orkidéart som beskrevs av Johannes Jacobus Smith. Dendrobium ledifolium ingår i släktet Dendrobium, och familjen orkidéer. Inga underarter finns listade i Catalogue of Life.